# Canton de Saint-Denis-3
Le canton de Saint-Denis-3 est une circonscription électorale française de l'île de La Réunion, département et région d'outre-mer français de l'océan Indien.

## Histoire
Le canton a été créé par la loi no 49-1102 du 2 août 1949.
Il a été modifié par le décret du 21 avril 1988 créant les cantons de Saint-Denis-5 à Saint-Denis-9.
Un nouveau découpage territorial de la Réunion entre en vigueur à l'occasion des premières élections départementales suivant le décret du 21 février 2014. Les conseillers départementaux sont, à compter de ces élections, élus au scrutin majoritaire binominal mixte. Les électeurs de chaque canton élisent au Conseil départemental, nouvelle appellation du Conseil général, deux membres de sexe différent, qui se présentent en binôme de candidats. Les conseillers départementaux sont élus pour 6 ans au scrutin binominal majoritaire à deux tours, l'accès au second tour nécessitant 12,5 % des inscrits au 1er tour. En outre, la totalité des conseillers départementaux est renouvelée. Ce nouveau mode de scrutin nécessite un redécoupage des cantons dont le nombre est divisé par deux avec arrondi à l'unité impaire supérieure si ce nombre n'est pas entier impair, assorti de conditions de seuils minimaux. À la Réunion, le nombre de cantons passe ainsi de 49 à 25.
Le canton de Saint-Denis-3 est redécoupé par ce décret. Il est entièrement inclus dans l'arrondissement de Saint-Denis. Le bureau centralisateur est situé à Saint-Denis.

## Représentation

### Représentation avant 2015
| Période                                  | Période | Identité          | Étiquette               | Qualité                                                                              |
| ---------------------------------------- | ------- | ----------------- | ----------------------- | ------------------------------------------------------------------------------------ |
| 1958                                     | 1964    | Isnelle Amelin    | PCR                     | Employée à la Banque de la Réunion Conseillère municipale de Saint-Denis (1945-1958) |
| 1964                                     | 1982    | Jacques Caillé    | RI puis UDF             | Président de la Chambre de commerce                                                  |
| 1982                                     | 1988    | M. Hoarau         | RPR                     |                                                                                      |
| 1988                                     | 1994    | Paul Payet        | UDF                     |                                                                                      |
| 1994                                     | 2001    | Mickaël Nativel   | PS                      | Avocat Vice-président du conseil général (1994-1998)                                 |
| 2001                                     | 2015    | Gino Ponin-Ballom | RPR puis UMP puis MoDem | Agent administratif, Saint-Denis                                                     |
| Les données manquantes sont à compléter. |         |                   |                         |                                                                                      |

### Représentation depuis 2015
| Période élective | Période élective | Mandat | Mandat   | Identité            | Nuance | Nuance | Qualité                                                                                        |
| ---------------- | ---------------- | ------ | -------- | ------------------- | ------ | ------ | ---------------------------------------------------------------------------------------------- |
| 2015             | 2021             | 2015   | 2021     | Graziella Boustoini |        | DVD    | Fonctionnaire au service d'aide à l'enfance, Saint-Denis, membre d'Objectif Réunion            |
| 2015             | 2021             | 2015   | 2021     | Jean-Jacques Morel  |        | DVD    | Avocat à Saint-Denis, membre d'Objectif Réunion                                                |
| 2021             | 2028             | 2021   | en cours | Brigitte Adame      |        | PS     | Deuxième adjointe à la maire de Saint-Denis                                                    |
| 2021             | 2028             | 2021   | en cours | David Belda         |        | PS     | Agent hospitalier Secrétaire départemental de FO-Santé, 4ème adjoint de quartier à Saint-Denis |

### Résultats détaillés

#### Élections de mars 2015
À l'issue du 1er tour des élections départementales de 2015, deux binômes sont en ballotage : Graziella Boustoini et Jean-Jacques Morel (UMP, 42,30 %) et Brigitte Adame et Jacques Lowinsky (PS, 41,20 %). Le taux de participation est de 39,30 % (10 179 votants sur 25 902 inscrits) contre 43,81 % au niveau départemental et 50,17 % au niveau national.
Au second tour, Graziella Boustoini et Jean-Jacques Morel (UMP) sont élus avec 54,31 % des suffrages exprimés et un taux de participation de 46,89 % (5 923 voix pour 12 144 votants pour 25 901 inscrits).

#### Élections de juin 2021
Le premier tour des élections départementales de 2021 est marqué par un très faible taux de participation (33,26 % au niveau national). Dans le canton de Saint-Denis-3, ce taux de participation est de 34,88 % (9 651 votants sur 27 668 inscrits) contre 36,5 % au niveau départemental. À l'issue de ce premier tour, deux binômes sont en ballottage : Brigitte Adame et David Belda (PS, 54,09 %) et Jérôme Grondin et Linda Ringuin (DVD, 18,81 %).

## Composition

### Composition avant 2015
Le canton de Saint-Denis-3 était constitué d'une partie de la commune de Saint-Denis.
Lors du redécoupage de 1988, il s'agissait de la portion du territoire délimitée par, au Nord la mer, à l'Est le pied de la montagne Saint-Bernard depuis la mer jusqu'au-dessus de la colline, prolongé par le lit de la rivière Saint-Denis dans sa partie amont, à l'Ouest la limite communale, au Sud la limite communale.

### Composition depuis 2015
| Nom                                 | Code Insee | Intercommunalité                                   | Superficie (km2) | Population (dernière pop. légale)                 | Densité (hab./km2) | Modifier                                    |
| ----------------------------------- | ---------- | -------------------------------------------------- | ---------------- | ------------------------------------------------- | ------------------ | ------------------------------------------- |
| Saint-Denis (bureau centralisateur) | 97411      | CA Communauté intercommunale du Nord de La Réunion | 142,79           | Fraction : 40 060 (2022) Commune : 156 149 (2022) | 1 094              | modifier les données · modifier les données |
| Canton de Saint-Denis-3             | 97411      |                                                    |                  | 40 060 (2022)                                     |                    | modifier les données                        |

Le canton comprend la partie de la commune de Saint-Denis non incluse dans les cantons de Saint-Denis-1, Saint-Denis-2 et Saint-Denis-4.

## Démographie
En 2022, le canton comptait 40 060 habitants, en évolution de +8,84 % par rapport à 2016 (La Réunion : +3,33 %, France hors Mayotte : +2,11 %).
| 2013   | 2018   | 2022   |
| ------ | ------ | ------ |
| 35 251 | 37 854 | 40 060 |